# Modbury
Modbury est un village et une paroisse civile du Devon, situé dans le sud-ouest de l'Angleterre. 

## Géographie
jumelage:
Le Faou (France)